# Attilio Pietrasanta
Attilio Pietrasanta (Milano, ... – Roma, 23 novembre 1666) è stato un vescovo cattolico italiano.

## Biografia
Attilio Pietrasanta nacque a Milano dalla nobile famiglia feudataria di Robecco sul Naviglio. Entrato sin dalla gioventù nell'Ordine cistercense, divenne prima abate di diversi monasteri e poi padre generale dell'Ordine.
Il 28 luglio 1659 venne eletto vescovo di Vigevano e già dal 26 dicembre del 1665 iniziò la propria visita pastorale nella diocesi, preoccupandosi delle esigenze della stessa in maniera attiva e zelante, ponendo il 4 maggio di quello stesso anno la prima pietra per la chiesa vigevanese del convento di Santa Chiara, affidato appunto alle clarisse.
Successivamente si recò a Roma per consegnare la relazione relativa alla propria diocesi, recandosi quindi a Napoli dove contrasse un male imprecisato che lo spinse a fare ritorno alla città eterna, dove morì il 23 novembre 1666, all'ospizio dei cistercensi. La sua salma venne deposta nella cappella di San Giorgio della chiesa di Santa Croce di Roma.

## Genealogia episcopale
La genealogia episcopale è:
- Cardinale Guillaume d'Estouteville, O.S.B.Clun.
- Papa Sisto IV
- Papa Giulio II
- Cardinale Raffaele Sansone Riario
- Papa Leone X
- Papa Paolo III
- Cardinale Francesco Pisani
- Cardinale Alfonso Gesualdo
- Papa Clemente VIII
- Cardinale Pietro Aldobrandini
- Cardinale Laudivio Zacchia
- Cardinale Antonio Barberini, O.F.M.Cap.
- Cardinale Marcantonio Franciotti
- Vescovo Attilio Pietrasanta, O.Cist.